# Hypolytrum balakrishnanii
Hypolytrum balakrishnanii là loài thực vật có hoa trong họ Cói. Loài này được Noot. mô tả khoa học đầu tiên năm 1979.